# Mpohor/Wassa East
Mpohor/Wassa East är ett distrikt i Ghana.   Det ligger i regionen Västra regionen, i den södra delen av landet, 170 km väster om huvudstaden Accra.